# Ajtay Viktor
Ajtay Viktor, Ajtay-Adler Viktor (eredeti neve Adler Viktor, külföldön Victor Aitay) (Budapest, 1921. április 14. – Highland Park, Illinois, 2012. július 24.) magyar származású amerikai hegedűművész, hangversenymester.

## Élete
Első hegedűjét apjától kapta ötéves korában. A következő évtől Studer Oszkár növendéke a Zeneakadémián, a kamarazenében mestere Weiner Leó volt.
Weiner Leó a legfontosabb tanárom, minden esti Edison-kávéházi sakk-partnerem és végül  barátom volt. Nélküle nem valósíthattam volna meg a karrieremet.
Pályakezdése egybeesett az első és második zsidótörvénnyel. Még debütálhatott Komor Vilmos egyik koncertjén Glazunov hegedűversenyével, ez alapján ajánlatot tett neki egy svájci művészügynökség, de a második világháború kitörése miatt ez nem realizálódott. Ilyen indulás után a hazai viszonyok közt már csak az OMIKE Művészakció keretében működhetett, mint az ottani zenekar egyik hangversenymestere, ill. kamaraesteken játszott. Trietsch Györggyel és Horváth Lászlóval vonósnégyest is alakított (a negyedik tag nem ismert).
Az OMIKE-ben töltött időszaknak a munkaszolgálat vetett véget. Több táborban megfordult, többször megszökött, az életét először az mentette meg, hogy az utolsó szökésénél egy zenekedvelő bíró elé került az ügye. Raoul Wallenberg segítségével bekerült egy svéd védelem alatt álló házba. Családját elvesztette a holokausztban.
A felszabadulás után megalakította első saját vonósnégyesét Starker Jánossal. 1945 novemberében feleségül vette az Auschwitzból visszatért Kellner Évát (1924–2008). 1946 júniusában Weiner Leó ajánlólevelével elindultak emigrációjukba. Július 5-én hajóztak ki Brémából és tíz napi utazás után érkeztek New Yorkba.
Ajtaynak először az akkor épp a Pittsburghi Szimfonikus Zenekart vezető Reiner Frigyes adott munkát. 1948-ban, Reinerrel együtt elhagyták a zenekart, Ajtay a Metropolitan Opera Zenekarának lett tagja, 1952-től már „associate” hangversenymester. 1954-ben újra Reiner Frigyes hívta, aki ekkor már a Chicagói Szimfonikus Zenekar élén állt. Ezzel megkezdődött Ajtay példátlanul hosszú karrierje egyetlen zenekarnál.
Itt először „assistant” koncertmester volt, majd a vezetést 1965-ben átvevő Jean Martinon újra „associate”-nek, 1967-től viszont már első hangversenymesternek nevezte ki. Ezt a posztot megőrizte Solti György korszakában is, egészen 1986-ig, majd 2003-as végleges visszavonulásáig mint tiszteletbeli koncertmester szolgált.
Az 1950-es években kamarazenei felvételeket készített a Budapestről ismert muzsikustársakkal a Period Recordsnak. 1981-ben Bartók fiatalkori hegedűversenyét játszotta Solti György vezényletével.
Tanított a chicagói DePaul University zenei fakultásán. A vezetésével vált professzionális zenekarrá a Lake Forest Symphony. Primáriusa volt a Chicago Symphony String Quartetnek.
Chicagóban a zenekar tulajdonában lévő, 1715-ben készült „Baron von der Leyen” Stradivarin játszott.

## Pedagógiai munkája
- String clinic instruction. Individual practising system (Starker Jánossal, 1965 körül)